# Ternitz, Tennessee
Ternitz, Tennessee ist ein österreichischer Film aus dem Jahr 2000. Als Regisseurin zeichnete Mirjam Unger, deren Spielfilmdebüt Ternitz, Tennessee darstellte, verantwortlich.

## Handlung
Lilly (Nina Proll) und Betty (Sonja Romei) träumen von Amerika und Rock ’n’ Roll, doch Ternitz ist kein Ort für die beiden Frauen. Betty arbeitet im lokalen Hundesalon und ihre Freundin Lilly ist Kfz-Mechanikerin. Als der Elvis-Imitator El Bresli (Gerald Votava) in der Nähe auftritt, fahren die beiden mit ihrem roten Ford Mustang zu seinem Konzert. Dabei verliebt sich Lilly in Bruce (Ade Sapara), ihre Freundin Betty hat aber nur Augen für El Bresli. Lilly beginnt Englisch zu lernen und unterzieht sich einer Brustvergrößerung, um ihren Traum in Amerika zu leben.
Der Film erzählt, dass nicht jeder Traum in Erfüllung geht, von der Ernüchterung des Lebens und von unerfüllten Träumen.

## Produktion
Der Film wurde vom ORF (Film/Fernseh-Abkommen) produziert. Gedreht wurde in Wien, Wiener Neustadt und Ternitz zwischen Dezember 1999 und April 2000.
Ternitz, Tennessee ist eine Produktion der Wiener Thalia-Film, die mit Unterstützung von ORF, Österreichischen Filminstitut, Filmfonds Wien und dem Land Niederösterreich realisiert wurde.